# Nephodia trisecta
Nephodia trisecta là một loài bướm đêm trong họ Geometridae.